# Moryntsi
Moryntsi (Oekraïens: Моринці) is een dorp (Oekraïens: selo) in het centrale gedeelte van Oekraïne. Moryntsi ligt in de Zvenyhorodsky regio van de Tsjerkasy provincie op ongeveer 35 km verwijderd van de regio hoofdstad en administratief centrum Zvenyhorodka en 76 km ten westen van de Provincie hoofdstad Tsjerkasy en 137 km ten zuiden van de hoofdstad van Oekraïne Kiev.

## Historie
De oudste bekende berichten over het bestaan van Moryntsi stammen uit 1648. In het gebied waar het dorp liggen zijn de resten gevonden van een oude cultuur van Chernyakhov. Deze cultuur heeft bestaan van tweede tot vijfde eeuw, in delen van het huidige Oekraïne, Moldavië en delen van Belarus. De naam is ontleed aan de stad Cherniakhiv in de Oekraïense Kiev provincie.
In de vierde eeuw heeft deze cultuur zich uitgebreid naar Roemenië, de zogenaamde Sîntana de Mureş culture.

## Taras Sjevtsjenko

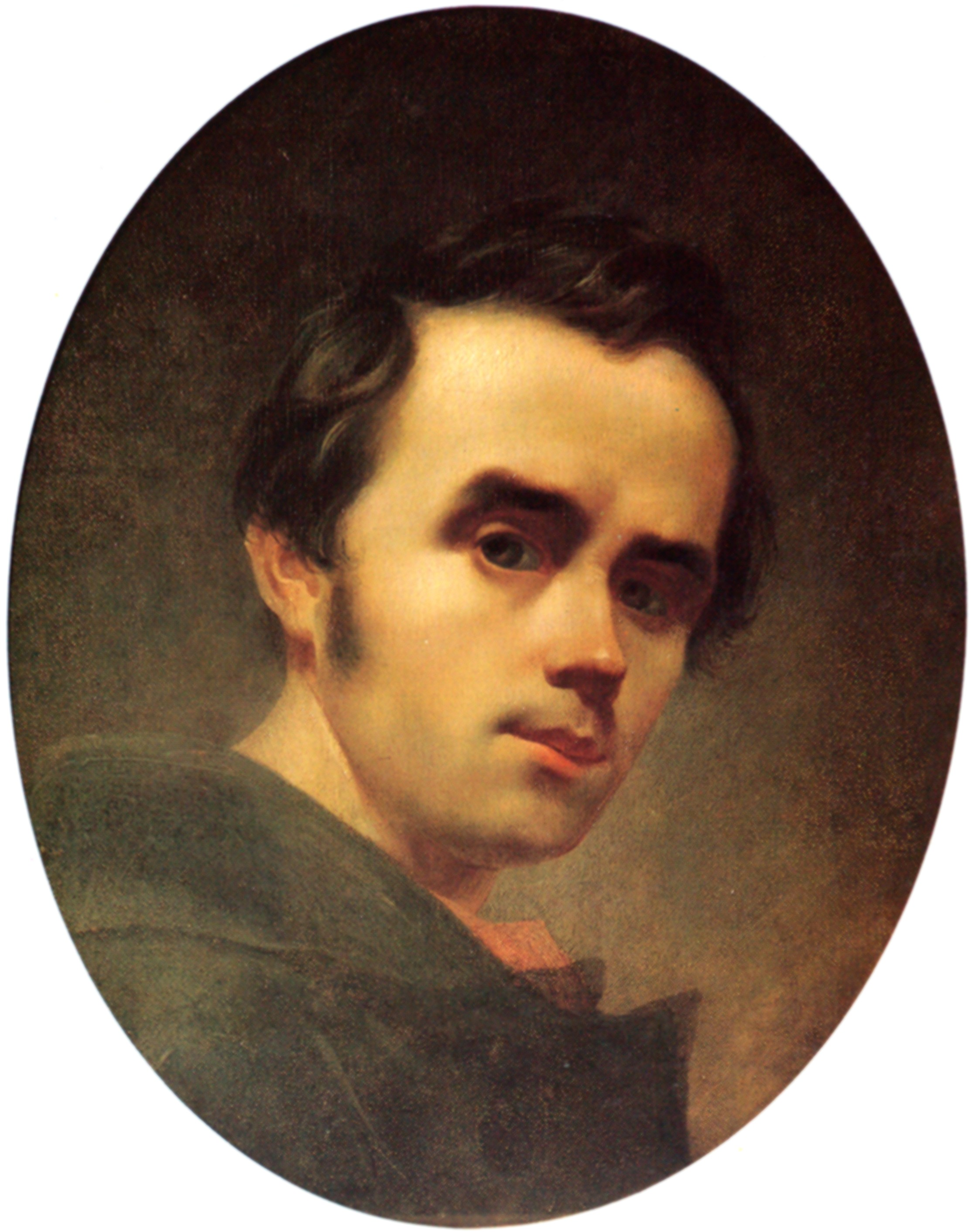
Taras Sjevtsjenko.
Zelfportret uit 1840 als student aan de Keizerlijke Kunstacademie van Sint Petersburg.
Olieverf op linnen, 1840.

In Moryntsi is geboren de grote schrijver, dichter, schilder en humanist Taras Sjevtsjenko op 9 maart 1814 (gestorven Sint-Petersburg 10 maart 1861 en begraven in Kaniv, in de Tsjerkasy provincie Oekraïne) was schrijver, dichter, kunstschilder, tekenaar en humanist uit het huidige Oekraïne. Zijn literaire erfenis wordt beschouwd als het begin van de moderne Oekraïense literatuur en gaf een zeer belangrijke aanzet tot het ontstaan van de moderne Oekraïense taal.
In Moryntsi is een replica gebouwd van zijn geboortehuis en is nu een klein museum voor Taras Sjevtsjenko.